# Убица демона
Убица демона (јап. 鬼滅の刃, Kimetsu no Yaiba) је јапанска манга серија коју је написао и илустровао Којохару Готоге. Прича прати тинејџера Танђира Камадоа, који жели да постане убица демона како би осветио смрт своје породице и нашао начин да заустави демонску трансформацију своје сестре Незуко. 
Убица демона се објављивала у јапанском манга часопису Weekly Shōnen Jump од 15. фебруара 2016. до 18. маја 2020. године. Садржи укупно 23 танкобона. Од јула 2025. године, манга има више од 220 милиона примерака у циркулацији, укључујући дигиталну верзију, што је чини једном од најпродаванијих манга серијала свих времена.
Издавачка кућа Darkwood преводи мангу на српски језик од 2021. године.

## Радња
Прича прати тинејџера Танђира Камадоа. Након што му је отац преминуо, Танђиро је преузео одговорност за све кућне послове. За време његовог боравка у другом селу, у којем је продавао угаљ, његова породица је убијена. Једини преживели чланови породице су Танђиро и његова сестра Незуко која, иако је постала демон, још увек показује људска осећања. Он жели да спасе своју сестру од демонске судбине. Након што заједно побегну од куће наилазе на убицу демона по имену Гију Томиока који не успева да убије Незуко. Танђиро га успешно убеђује да његова сестра још увек у потпуности није демон. Убица демона му предлаже начин да сачува Незуко од осталих ловаца попут њега, а то је да и сам Танђиро постане убица демона.

## Аниме
Манга је адаптирана у аниме серију у продукцији студија Ufotable. Емитовала се од 6. априла до 28. септембра 2019. године са укупно 26 епизода. 16. октобра 2020. године добила је наставак у облику филма, који носи наслов „Kimetsu no Yaiba Movie: Mugen Ressha-hen“. Друга сезона се емитовала од 10. октобра 2021. do 13. фебруара 2022. године са укупно 18 епизода. Трећа сезона се емитовала од 9. априла до 18. јуна 2023. године са укупно 11 епизода. Четврта сезона је најављена. Четврта сезона се емитовала од 12. маја до 30. јуна 2024. године са укупно 8 епизода. После емитовања последње епизоде четврте сезоне, објављено је да ће последња поглавља бити адаптирана у три филма. Први филм је изашао 18. јула 2025. године.